# Polyodontes frankenbergi
Polyodontes frankenbergi är en ringmaskart som beskrevs av Pettibone 1989. Polyodontes frankenbergi ingår i släktet Polyodontes och familjen Acoetidae.
Artens utbredningsområde är Mexikanska golfen. Inga underarter finns listade i Catalogue of Life.